# 梦游美国
《Daytona USA》是一款由世嘉AM2制作、世嘉发行的竞速类游戏。游戏首先于1993年在街机限量发行，后于1994年正式发行。后游戏于1995年4月1日在日本地区世嘉土星发行。
在街机版本中，玩家坐在一个驾驶座。玩家的目的是摆脱与其竞争的车辆，并在时间耗尽前结束比赛。
在世嘉土星和Windows版本中，游戏的帧数从街机的60帧每秒降到20帧每秒。此外还使用了剪辑的方法渲染玩家周围的景色。
本遊戲的中文譯名未有統一，台灣鼎昌實業代理之Windows版本譯名為《熱血飛車》，此外台港尚有《雷特納賽車》、《地通拿大賽車》等譯名，但玩家間仍常用英文原名稱呼本遊戲。中國大陸玩家間則以《夢遊美國》為常用譯名。